# Теоретична біологія
Теоретична біологія — розділ біології, одною із основних задач якого є відкриття і опис загальних закономірностей життя. Одним із засновників цієї науки вважається Ервін Бауер.

## Завдання теоретичної біології
Сімдесят п'ять років тому в "Теоретичній біології" Е. Бауер зауважив, що біологія не є прикладна фізика або хімія, що "всі спеціальні закони ..., які будуть відкриті окремими гілками біології, ... повинні виявитися спеціальними ... проявами загальних законів руху, властивих живій матерії  Задачу теоретичної біології, причому завдання якнайближче, Е. Бауер бачив в розробці загальних законів руху живої матерії. Завдання це, однак, не вирішене й досі. Як аналог таких загальних законів Е. Бауер пропонував взяти побудову теоретичної фізики, наводячи приклади з механіки Ньютона і статистичної фізики.

## Про походження джерел нерівноважності
"... всі і тільки живі системи ніколи не бувають у рівновазі і виконують за рахунок своєї вільної енергії постійно роботу проти рівноваги ...". Джерелом вільної енергії, за Е. Бауером, є нерівноважність молекулярної структури живого (синоніми - "робота структурних сил" або "структурна енергія"). Що ж служить джерелом нерівноважності "живої матерії"? По-перше, "за рахунок процесів вирівнювання активуються молекули їжі, і їх енергія послужить для підтримки цього стану" (мова йде про "активний, деформований стан молекул живої матерії".

Однак, за Е. Бауером, неминучим результатом обміну є зниження потенціалу вільної енергії нерівноважності: "чим обмін інтенсивніший, тим швидше виснажується вільна енергія, якою володіє жива матерія внаслідок деформованої, нерівноважної структури своїх молекул"; до того ж "при асиміляції використовується структурна енергія самої системи, необхідна для перебудови неживої, тобто маси, що не належить системі...". При цьому виявляється, що загальна кількість енергії, що може бути асимільована організмом в процесі обміну речовин, обмежена. Ця кількість є видоспецифічним параметром організму ("константа Рубнера" і "пропорційна вільній енергії яйцевої клітини".

Тим самим, проблема джерела нерівноважності живої матерії не вичерпується за рахунок вільної енергії їжі - потрібне ще якийсь джерело нерівноважності, витрати якого регламентують можливість організму заповнювати втрати такої вільної енергії. По відношенню до цієї глибиннішої нерівноважності запропоновано декілька варіантів її виникнення в організмі:
- Закон незростання (або збереження) структурної енергії та передачі її від покоління до покоління;
- Можливість зовнішнього поповнення структурної енергії в момент зародження (або запліднення) яйцевої клітини додатково до пояснення бауеровської "теорії, за якою зародкові клітини з їх максимальним вихідним потенціалом утворюються ... за рахунок вмирання або, іншими словами, дисиміляції тканин тіла"[1];
- Відмова від неможливості прижиттєвого поповнення структурної енергії із зазначенням способів такого поповнення (наприклад, деякого механізму асиміляції її автотрофами і подальшого розповсюдження по трофічних ланцюгах в біосфері).

У другому і третьому випадках, а також при інших, звичайно, можливі варіанти, що допускають поповнення організмами своєї структурної енергії, але залишається питання щодо джерел такого поповнення.

## Ресурси Інтернета
- Th. A.C. Reydon , L. Hemerik (Editors) Current Themes in Theoretical Biology. [Архівовано 7 липня 2013 у Wayback Machine.]
- С.Э. Шноль о книге Э.С. Бауэр. «Теоретическая биология».[недоступне посилання з травня 2019]
- Левич А.П., Основные задачи "Теоретической биологии" Э. Бауэра.
- Птицына И.Б., Музалевский Ю.С., "Теоретическая биология" Э.С. Бауэра - Начала методологии новой науки. [Архівовано 24 березня 2012 у Wayback Machine.]
- Journal of Theoretical Biology [Архівовано 11 серпня 2010 у Wayback Machine.]
- Theoretical Biology and Medical Modelling [Архівовано 11 серпня 2010 у Wayback Machine.]
- Acta Biotechnologica[недоступне посилання з травня 2019]
- European Communication of Mathematical and Theoretical Biology
- The Canadian Society for Theoretical Biology
- Institute for Theoretical Biology [Архівовано 24 липня 2010 у Wayback Machine.]
- Department of Theoretical Biology of the VU University Amsterdam [Архівовано 11 січня 2010 у Wayback Machine.]
- Theoretical Biology and Biophysics
- The Estonian school of theoretical biology [Архівовано 25 грудня 2008 у Wayback Machine.]
- Група теоретичної біології університету Гронінгена